# Портапик
Портапик (англ. Portapique) — сельская коммуна в Канаде, в графстве Колчестер в провинции Новая Шотландия. Население достигает 100 человек зимой и 250 человек летом. Расположена у устья одноимённой себе реки, которая впадает в залив Минас (залив Фанди). Экономика коммуны основана на сельском хозяйстве и лесоводстве. Название происходит от фр. Porc-épic — дикобраз. На этом месте существовало акадийское поселение, называемое Портапик, до депортации акадийцев в 1755 году. В конце 1760-х — начале 1770-х годов поселение было занято шотландцами.
18—19 апреля 2020 года  в Портапике и в населённых пунктах в радиусе 50 км произошли самые массовые в истории страны убийства, жертвами стали 22 человека, включая сотрудницу Королевской канадской  конной полиции констебля Хайди Стивенсон (Heidi Stevenson). Убийцу застрелили в городе Энфилд.